# 危険運転致死傷罪
危険運転致死傷罪（きけんうんてんちししょうざい）は、自動車の危険な運転によって人を死傷させた際に適用される犯罪類型である。東名高速道で飲酒運転のトラックが女児二人を死亡させた1999年の東名高速飲酒運転事故などをきっかけに2001年に制定された。
法定刑は負傷につき15年以下の懲役、死亡につき1年以上の有期懲役。構成要件として、速度、アルコールの影響、殊更に赤信号を無視、あおり運転、被告本人に危険性の認識（故意）があること（被告が進行の制御不可だったと思っていたこと） −など計六項目がある（後述）。
危険運転厳罰を求める被害者・遺族サイドのための立法でありながら、司法の場で不適用となって遺族を落胆させるケースが各地で繰り返されている。背景には、「制御困難な高速度」や「殊更な信号無視」といった構成要件の適用条件が「明確性の原則」に反していて、「適用の基準が曖昧で、ハードルが高い」という法自体に問題がある。国道で4人を146キロの乗用車で死亡させた事故、飲酒運転・一方通行の逆走・無車検・無保険・無免許運転（母国でも免許取得経験無し）・無灯火だった外国人による死亡ひき逃げ事故でも、『逮捕後、片足でまっすぐに立てたので、飲酒運転とはいえない』『逆走は危険運転には当たらない』『無免許でも、長い間乗っていれば技術があると見なす』として不適用などの一般感覚から乖離しているとして、現行法の問題点が遺族だけでなく、マスコミからも指摘されている。2025年には曖昧な部分を是正し、高速度運転と飲酒運転、「ドリフト走行」も処罰する法改正が決まったことが発表された。
2013年に施行された自動車の運転により人を死傷させる行為等の処罰に関する法律（自動車運転死傷行為処罰法）第2条および第3条の危険運転致死傷に規定がある。なお、同法律（平成25年11月27日法律第86号）により、刑法第208条の2で規定されていたものが改正され、危険運転致死傷および自動車運転過失致死傷の規定は、同法に独立して規定されることとなった。本項目においては、刑法および自動車運転処罰法において危険運転致死傷罪として制定された経緯、および自動車運転死傷行為処罰法に危険運転致死傷罪として規定された後の法律的事項について取り扱う。

## 概説
危険運転致死傷罪は、一定の危険な状態で自動車を走行・運転し、人を死傷させる罪である。
2001年（平成13年）の刑法改正により、刑法第208条の2に新設された規定であるが、その後、2013年（平成25年）に公布された自動車の運転により人を死傷させる行為等の処罰に関する法律（自動車運転死傷行為処罰法）（平成25年11月27日法律第86号）に独立して規定されることとなった。
刑法にて規定されていた時は、過失致死傷や業務上過失致死傷罪などの過失傷害の罪を規定した刑法第2編第28章ではなく、故意犯たる傷害罪などについて規定している同編第27章「傷害の罪」の中に規定が置かれ、法定刑も過失傷害の罪に比べて著しく重く設定された。これは、本罪は過失犯ではなく故意の危険運転行為を基本犯とする一種の結果的加重犯として、傷害罪ないし傷害致死罪類似の罪として規定されたためである（ただし、基本犯に関しては刑法に規定はなく、飲酒運転等の道路交通法上の犯罪である）。なお、法改正により独立した特別刑法として規定された。
当初は「四輪以上の自動車」と限定されていたが、2007年（平成19年）5月17日成立（同年6月12日施行）の改正刑法（刑法の一部を改正する法律、平成19年5月23日法律第54号）では「四輪以上の」の文言が削除され、改正刑法施行後は、原動機付自転車や自動二輪車を運転して人を死傷させた場合にも、危険運転致死傷罪が適用されることになった。なお、本罪の行為は自動車の運転に限定されており、自転車の運転では本罪を構成しない。また、「自動車」の定義については刑法の規定であった期間は明文化されていなかったが、独立法の規定では道路交通法に基づくこととなった。
なお、業務上過失致死傷罪および本罪の構成要件に「道路」（公道など）上の事故である限定がないことから、道路外致死傷（道路以外の場所において自動車等をその本来の用い方に従って用いることにより人を死傷させる行為）にも適用される。ただし、適法に開催された自動車競技等、法廷で正当行為と判断される場合に限っては、この限りではない。

### 法定刑
法第2条に規定する各類型では、致傷は15年以下の懲役、致死は1年以上の有期懲役、第3条に規定する準危険運転致死傷罪では、致傷は12年以下の懲役、致死は15年以下の懲役。

なお、故意性が極めて強いと判断される危険運転致死傷は、自動車運転処罰法ではなく刑法199条の殺人罪・刑法203条の殺人未遂罪で処断され、法定刑が死刑・無期または5年以上の懲役となる。

#### 無免許運転による加重
無免許運転の状態での危険運転致死傷罪は、刑が加重される。
第2条の各類型の場合は、致傷は6月以上の有期懲役、致死は従来通り1年以上の有期懲役。
第3条に規定する準危険運転致死傷罪では、致傷は15年以下の懲役、致死は6月以上の有期懲役。

### 運転免許証の行政処分
2014年（平成26年）現在、危険運転致死傷罪に該当する態様で死傷事故を起こした場合には、運転免許証の行政処分に関し「特定違反行為による交通事故等」の基準が適用され、致傷では基礎点数45 - 55点・欠格期間5～7年（治療期間による）、致死では62点・欠格期間8年（前歴ない場合・最大10年）となっており、殺人や傷害の故意をもって自動車等により人を死傷させた場合（運転殺人、運転傷害）と同等の処分となっている。
| 被害の程度                         | 点数 | 欠格期間 |
| ---------------------------------- | ---- | -------- |
| 致死                               | 62   | 8年      |
| 致傷 治療期間3ヶ月以上又は後遺障害 | 55   | 7年      |
| 致傷 治療期間30日以上              | 51   | 6年      |
| 致傷 治療期間15日以上              | 48   | 5年      |
| 致傷 治療期間15日未満              | 45   | 5年      |

## 類型

### 危険運転致死傷罪
(第二条) 下記の行為を行い、よって人を負傷させた者は15年以下の懲役、人を死亡させた者は1年以上の有期懲役。
1.酩酊運転致死傷罪
アルコール（飲酒）又は薬物の影響により正常な運転が困難な状態で自動車を走行させる行為
2.制御困難運転致死傷罪
進行を制御することが困難な高速度で自動車を走行させる行為
3.未熟運転致死傷罪
進行を制御する技能を有しないで自動車を走行させる行為
4.妨害運転致死傷罪
人または車の通行を妨害する目的で、走行中の自動車の直前に進入し、その他通行中の人または車に著しく接近し、かつ、重大な交通の危険を生じさせる速度で自動車を運転する行為
5.妨害運転致死傷罪
車の通行を妨害する目的で、走行中の車（重大な交通の危険が生じることとなる速度で走行中のものに限る。）の前方で停止し、その他これに著しく接近することとなる方法で自動車を運転する行為
6.高速道路等妨害運転致死傷
高速自動車国道又は自動車専用道路において、自動車の通行を妨害する目的で、走行中の自動車の前方で停止し、その他これに著しく接近することとなる方法で自動車を運転することにより、走行中の自動車に停止又は徐行をさせる行為
7.信号無視運転致死傷罪
赤色信号またはこれに相当する信号を殊更に無視し（信号無視）、かつ、重大な交通の危険を生じさせる速度で自動車を運転する行為
8.通行禁止道路運転致死傷
通行禁止道路を進行し、かつ、重大な交通の危険を生じさせる速度で自動車を運転する行為

### 準危険運転致死傷罪
(第三条) 下記の行為を行い、よって人を負傷させた者は12年以下の懲役、人を死亡させた者は15年以下の懲役。
1.準酩酊運転致死傷・準薬物運転致死傷
アルコール又は薬物の影響により、正常な運転に支障が生じる恐れがある状態で自動車を運転する行為であって、結果としてアルコール又は薬物の影響により、正常な運転が困難な状態に陥ったとき
2.病気運転致死傷
自動車の運転に支障を及ぼすおそれがある病気として政令で定めるものの影響により、その走行中に正常な運転に支障が生じるおそれがある状態で自動車を運転する行為であって、結果としてその病気の影響により正常な運転が困難な状態に陥ったとき

### 各類型について
旧・刑法第208条の2の規定と比較して構成要件と類型の一部が改正、拡大されている。
酩酊運転致死傷・薬物運転致死傷
第2条第1号。アルコール（飲酒）または薬物の影響により、正常な運転が困難な状態で自動車を走行させる行為。刑法の旧規定と同様。
「正常な運転が困難な状態」とは、道路交通法の酒酔い運転罪の規定（同法第117条の2第1号）にいう「正常な運転ができないおそれがある状態」では足りず、現実に前方注視やハンドル、ブレーキ等の操作が困難な状態であることを指す。
本法律に言う「薬物」については、特定の薬効成分は指定されていない。薬効成分の種類を問わず、薬物の影響下で正常な運転が困難な状態、または正常な運転に支障が生じる恐れがある状態に陥るものすべてが該当し得る。例えば、一般の市販薬であっても、眠気を誘発する副作用を持つために服用後に自動車の運転を控えるように明記されている抗ヒスタミン薬（第1世代抗ヒスタミン薬に限る）を服用して、眠気による意識低下により人身事故を起こした場合にも、本法律の各条に触れる場合がある。麻薬及び向精神薬取締法・大麻取締法・覚醒剤取締法・あへん法の薬物四法による規制薬物や、脱法ドラッグ・脱法ハーブに類する意識や運動能力に作用する薬物を摂取した場合も同様である。
準酩酊運転致死傷・準薬物運転致死傷
第3条第1項。独立法制定時に新設。アルコール（飲酒）又は薬物の影響により走行中に正常な運転に支障が生じるおそれ（危険性）を予め認識していながら自動車を運転し、その結果として第2条第1号に規定する状態（アルコール（飲酒）または薬物の影響により正常な運転が困難な状態）に陥った場合。
この点で、原因行為において正常な運転が困難となる認識可能性が要求される第2条第1号の規定と差異がある。抽象的危険性を認識していて具体的危険を惹起して、よって結果を惹起した点について、二段階の結果的加重犯の構成となっている（この点は次の病気運転致死傷についても同様）。
そのため、第2条第1号（従来規定）については「酒酔い運転」程度の酩酊や「薬物等運転」の認識性が標準とされうるが、第3条第1項（新設）においては、「酒気帯び運転」程度の酩酊等であっても、結果的に「正常な運転が困難な状態」（前述）であれば、本罪が成立することになる。

病気運転致死傷
第3条第2項。独立法制定時に新設。政令に定める特定の疾患の影響により、走行中に正常な運転に支障が生じるおそれ（危険性）を予め認識していながら自動車を運転し、その結果として当該疾患の影響により正常な運転が困難な状態に陥った場合。
準酩酊運転致死傷や準薬物運転致死傷と同様に、抽象的危険性を認識していて具体的危険を惹起して、よって結果を惹起した点について二段階の結果的加重犯の構成となっている。
特定の疾患とは、運転免許証の交付欠格事由を標準として、以下が定められている。
1. 運転に必要な能力を欠く恐れがある統合失調症
2. 覚醒時に意識や運動に障害を生じる恐れがあるてんかん
3. 再発性の失神障害
4. 運転に必要な能力を欠く恐れがある低血糖症。
5. 運転に必要な能力を欠く恐れがある躁鬱病（単極性の躁病・鬱病を含む）
6. 重度の眠気の症状を呈する睡眠障害

上記各疾患の影響により、運転前または運転中に発作の前兆症状が出ていたり、症状が出ていなくても所定の治療や服薬を怠っていた場合で、事故時に結果的に「正常な運転が困難な状態」（前述）であれば、本罪が成立することになる。なお、病気を原因とした「正常な運転が困難な状態」については、前述のほか、発作のために意識を消失している場合や、病的に極端な興奮状態、顕著な精神活動停止や多動状態、無動状態など、幻覚や妄想に相当影響されて意思伝達や判断に重大な欠陥が認められるような精神症状を発症している場合も含まれる。認知症は含まれていない。
制御困難運転致死傷
第2条第2号。進行を制御することが困難な高速度で自動車を走行させる行為。刑法の旧規定と同様。
単に速度制限違反というだけで成立するものではなく、直線道路等では、制限速度をおおむね50km/h以上超えたときに適用が検討される。カーブ等では、限界旋回速度を超過したとして制限速度を40-60km/h超えた場合に適用した事例、路面の縦断線形が長周期の凹凸になっている場所に制限速度を30km/h超えて進入し転覆等を起こした事故に適用した事例などがある。また、意図的なドリフト走行やスピンターンを行い事故を起こした場合も対象になりうる。
未熟運転致死傷
第2条第3号。進行を制御する技能を有しないで自動車を走行させる行為。刑法の旧規定と同様。
単に無免許運転であるだけでは足りず、運転技能を有していない状態を指す。
一方で、運転技能を有するが免許が取消・停止・失効になっている状態は含まない。したがって、免許を一度も取得していなくとも、日常的に事故を起こすことなく無免許運転している場合には運転技能ありとみなされ、これには該当しない。なお、法的に無免許運転である場合には、第6条の加重規定が適用されることとなった。
妨害運転致死傷
第2条第4号。人または車の通行を妨害する目的で、走行中の自動車の直前に進入し、その他通行中の人または車に著しく接近し、かつ、重大な交通の危険を生じさせる速度で自動車を運転する行為。刑法の旧規定と同様。
これは、何らかの理由により故意に「人又は車の通行を妨害する」目的で行った場合のことである。具体的には、過度の煽り行為や、故意による割り込み・幅寄せ・進路変更などが該当しうる。
「重大な交通の危険を生じさせる速度」とは、相手方と接触すれば大きな事故を生ずる速度をいい、20km/h程度でも該当する。
令和2年改正法で第5号の類型が追加された。第4号と比較して「走行中の車」の「前方で停止し、その他これに著しく接近することとなる方法で自動車を運転」する行為等が追加された。
高速道路等妨害運転致死傷
第2条第6号。高速自動車国道又は自動車専用道路において、自動車の通行を妨害する目的で、走行中の自動車の「前方で停止し、その他これに著しく接近することとなる方法で自動車を運転」することにより、走行中の自動車に停止または徐行をさせる行為。令和2年改正法で追加された。
上述の第5号と共に、あおり運転の多発や、特に東名高速夫婦死亡事故の発生を受け改正された。高速道路等において、妨害目的で、「走行中の車」の「前方で停止し、その他これに著しく接近することとなる方法で自動車を運転」する行為等により、他の車を停止または徐行させる行為が該当する。
信号無視運転致死傷
第2条第7号。赤色信号またはこれに相当する信号を殊更に無視し（信号無視）、かつ、重大な交通の危険を生じさせる速度で自動車を運転する行為。刑法の旧規定と同様。
交差交通が青信号であるのに「殊更に」赤信号を無視した場合に適用され、見落とし・誤認などの過失はもとより、ただ信号の変わり際（黄信号→赤信号へと変わる瞬間、全赤時間）などに進んだ場合などは含まれない。
「重大な交通の危険を生じさせる速度」については前述と同様である。
通行禁止道路運転致死傷
第2条第8号。自動車の通行が禁止されている政令に定める道路（道路の一部分を含む）を自動車によって通行し、かつ、重大な交通の危険を生じさせる速度で自動車を運転する行為。独立法制定時に新設。
なお、通行禁止道路の通行は故意が要件であるため、道路標識の見落とし等の過失による場合や、認知症などによる場合は適用されない。
通行禁止道路とは、政令により以下が定められている。
- （一）道路標識等により通行が禁止されている道路。例として「通行止め」、「車両通行止め」、「歩行者専用」（歩行者天国を含む）、「自転車及び歩行者専用」、「自転車専用」などがある。

道路標識等であっても、「一定の条件に該当する自動車に対象を限定」するものについては適用外となる。例として、「車両の種類」（大貨等、二輪など）、「最大積載量」、「重量・高さ・横幅の制限」などがある。ただし、「車両の種類」については、「一定の条件に該当する自動車に対象を限定」していない場合は適用対象となるので注意が必要である。たとえば、「軽車両を除く」「自転車及び歩行者専用」「自転車専用」などの標識がある場合は、通行禁止対象から軽車両や自転車を除外しているに留まり、自動車（原付を含む）についてはすべて通行禁止対象なので、この規定の適用対象となる。
さらに、通行の日付・時間帯のみを条件とする道路標識等についても対象となる。例として「歩行者専用　7～9時」などがある。したがって、通学時間帯などを理由とした歩行者専用道路等規制に故意に違反して死傷事故を起こすと、危険運転として厳罰に処されうるので、注意が必要である。
なお、「指定方向外進行禁止」は原則として対象外であるが、それが上記の「通行止め」等の道路標識の反射として交差点に設置されている場合や、「一方通行」「車両進入禁止」の反射として交差点に設置されている場合に、それらに新たに違反した場合には、それぞれ（一）、（二）により、この規定の適用対象となる。
- （二）道路標識等により、「自動車の通行につき一定の方向にするもの」が禁止されている道路。いわゆる一方通行の規制で、一方通行の逆走事故が該当する。一方通行以外の具体例としては、「車両進入禁止」がある。

一方通行についても、規制に条件が付されている場合には（一）と同様になる。例として「大貨等」「二輪を除く」は逆走禁止の対象として「一定の条件に該当する自動車に対象を限定」しているため適用対象外となり、逆に、「一方通行　7～9時」「自転車を除く」などの場合は、自動車についてはすべて逆走禁止となっているため、この規定の適用対象となる。
- （三）高速自動車国道または自動車専用道路の道路右側部分。逆走事故が該当する。なお、上下線分離の場合の逆走は、道路標識等が正しく設置されていれば（二）に該当する。

一般道路の場合には、道路右側部分の逆走は対象外になる。ただし一般道路でも上下線分離の場合には、高速道路・自動車専用道路と同様、道路標識等が正しく設置されていれば（二）の対象となる。
- （四）安全地帯または「立入り禁止部分」（道路交通法第17条第6項）

なお、「重大な交通の危険を生じさせる速度」については前述と同様である。

## 経緯・経過

### 経緯概略
- 2001年（平成13年）11月28日：危険運転致死傷罪（当時刑法第208条の2）を新設する刑法改正案が国会で可決。法定刑は致傷に対して10年以下の懲役、致死に対しては1年以上の有期懲役（最高15年、加重により最高20年）。2001年12月25日施行。
- 2005年（平成17年）1月1日：刑法の有期懲役の上限が引き上げ、同時に危険運転致傷罪の法定刑の引き上げが改正施行された。これにより、法定刑は致傷に対して15年以下の懲役、致死に対しては1年以上の有期懲役（最高20年、加重により最高30年）となった[15]。
- 2007年（平成19年）6月12日：危険運転致死傷罪の主体が「四輪以上の自動車」から単に「自動車」となり、原動機付自転車や自動二輪車を運転して人を死傷させた場合にも同罪が適用される改正法[16]施行。同時に「自動車運転過失致死傷罪」（旧：刑法第211条の2）を新設する改正法も施行された。
- 2014年（平成26年）5月20日：自動車運転死傷行為処罰法の施行により、刑法から同法へと移管・施行された。なお、構成要件、罪刑の一部改正を伴う。
- 2020年（令和2年）7月2日：改正自動車運転処罰法施行により、危険運転致死傷の適用範囲が拡大。

### 刑法の危険運転致死傷罪新設前の処理と改正運動
従来、交通事故の加害者には、故意がないことを前提として刑法第211条の業務上過失致死傷罪によって懲役5年以下の刑事罰で処理されてきた。しかし、モータリゼーションの進行により、1959年（昭和34年）に交通死者が初めて1万人を突破し、1960年（昭和35年）に、呼気に一定以上のアルコール分を含む酒気帯びでの運転禁止を定めた道路交通法の規定が制定されるという流れの中で、悪質な交通違反には刑が低すぎるとの理由により、業務上過失致死罪は1968年（昭和43年）にそれまで最高刑が「禁錮3年」だったものを「懲役5年」に引き上げる法改正（昭和43年法律第61号）が行われた。
1970年（昭和45年）、基準値以下を含めた飲酒運転が全面禁止となり、警察官に運転者を呼気検査する権限が与えられた。
2000年（平成12年）4月に神奈川県座間市の座間南林間線小池大橋で、検問から猛スピードで逃走していた、建設作業員の男が運転する自動車が歩道に突っ込み、歩道を歩いていた大学生2名を死亡させた事件が発生（小池大橋飲酒運転事故）。この容疑者の男は飲酒運転だけでなく無免許運転で、乗っていた車は車検を受けておらず、また無保険運行の、極めて悪質な状態であった。
この事故で息子を失った女性が「そもそも業務上過失致死傷罪は、モータリゼーションが発達していない時代（明治後期）にできた古い法律で、自動車事故を想定して作られたものではない。人命を奪っておきながら、5年以下の懲役・禁錮または50万円以下の罰金という、窃盗罪よりも軽い刑罰は、悪質な運転者が死亡事故を起こしている現状にそぐわないのではないか」と、厳罰化を求めて法改正運動を始めた。
その後、運動の趣旨に賛同する被害者遺族たちとともに全国各地で街頭署名を重ね（協力者の中には、東名高速飲酒運転事故で幼い娘2人を失った両親もいた）、2001年（平成13年）10月に法務大臣へ最後の署名簿を提出した時には、合計で37万4,339名もの署名が集まった。

### 刑法の危険運転致死傷罪新設と関連法案の改正
2001年（平成13年）11月28日、前述の署名運動の結果、危険運転致死傷罪を新設する刑法改正案が国会で可決され、「平成13年12月5日法律第138号」として成立し、刑法に導入されることとなった。公布の日から起算して20日を経過した日、すなわち同年12月25日に施行された。この結果、法定刑は致傷に対して10年以下の懲役、致死に対しては1年以上の有期懲役（最高15年、併合加重の場合は最高20年）となった（後に上限引き上げ）。
これに合わせて、軽微な事件への救済として、自動車の運転による業務上過失致傷に対しては、刑の裁量的免除を可能とする刑法第211条第2項による「自動車を運転して前項前段の罪を犯した者は、傷害が軽いときは、情状により、その刑を免除することができる」との規定が新設された（なお、同項は2007年の自動車運転過失致死傷罪の新設に伴ってさらに改正されている。その後、2014年の自動車運転処罰法施行により、過失運転致死傷罪へ移管される。）
さらに、罰金の徴収未済を減らすために刑事訴訟法も改正され、刑事訴訟法第507条で「検察官または裁判所若しくは裁判官は、裁判の執行に関して必要があると認めるときは、公務所または公私の団体に照会して必要な事項の報告を求めることができる」とし、検察官・裁判所・裁判官が、裁判の執行に関して必要があると認めるときは、警察や地方公共団体・法務局・金融機関・電話会社などに必要な事項を照会することができる規定を新設した。

### 改正による影響
飲酒運転の処罰の厳罰化に伴い、飲酒した運転者に起因する死亡事故の件数は顕著に減少し、改正時1200件程度あったものが7年後の2008年（平成20年）にはおよそ4分の1の305件まで数を減らした。
以降も非常に緩やかではあるものの減少の傾向は維持され、2021年（令和3年）では更に半分ほどの152件となっている。飲酒運転の発覚を逃れる為に、被害者を放置して逃げる者が増えている。

## 指摘されている問題点と動向

### ひき逃げや被害者即死を巡る議論
飲酒（泥酔）運転者が、事故を起こした後に逃走（ひき逃げ）したために、時間が経過した後での逮捕時点では呼気中のアルコール濃度が事故当時からは変化していたり、または車を隠した後でさらに飲酒をしたり、事故を起こした後に大量の水を飲んで血中アルコール濃度を下げるなど隠蔽工作を図ったり、身代わりを頼む例もあり、「逃げ得」と批判される状況も生じていた。2006年には福岡海の中道大橋飲酒運転事故が発生し、ここでも悪質な隠蔽工作が見られたことから、対策と厳罰化を求める声が強まった。
こうした流れを受けて、2007年5月17日成立の「刑法の一部を改正する法律」（平成19年5月23日法律第54号）によって刑法第211条第2項が改正され、自動車運転過失致死傷罪が新設された（2007年6月12日施行）。
しかし、アルコールが抜けて飲酒運転が証明不能となってから逮捕された場合は、業務上過失致死と道路交通法違反で7年6カ月まで（刑法第211条と道路交通法第117条違反の併合罪。ただし刑法第218条・第219条の保護責任者遺棄罪や同致死罪が適用されれば最長20年になるが、これは被害者が即死の場合は適用されないので、危険運転致死傷罪よりも最高刑が軽くなることになる。このため、ひき逃げの増加は危険運転致死傷罪による厳罰を恐れたからこそであるとの指摘もあり、危険運転行為に対する罰則の強化は逆効果であり厳罰化だけでは予防にならない、との意見もある。むしろ交通事故を減らすには、自動車の使用を控えさせる方が効果的であるという意見もある。
、自動車運転過失(日弁連)は致2007年に死傷罪等の新設によって、交通事犯とその他の事故で刑の不均衡が生じるという批判が出た。

### 曖昧な構成要件による適応困難問題
危険運転致死傷罪の構成要件は曖昧であり、危険運転であるのに適用されないことに遺族やマスコミから批判がある。運転行為の中で裁判官目線で「制御困難」のモノに限定されているため、居眠り運転や「20～30km/hオーバー」までの速度超過、無免許運転、飲酒運転などでは適用対象にならないケースがよく見られ、または適用出来るか否かが裁判で争われる場合もある。
車を運転する大多数の国民が、「誰もが犯しかねない僅かなミス」のケースで本罪のような重大な処罰対象となりかねないのは適切ではないとし、本罪の構成要件をかなり限定したとの意見がある。2001年の審議によると過労運転や持病を有する状態の運転は、様々な要因の複合作用があることなどから、危険運転の要件から外された。(2013年制定の自動車運転死傷による処罰対象となった)。無免許運転なども、実質的に危険なのは「運転技能を有していないこと」であり、「無免許であること自体」が危険なのではないことから、本罪の要件とはなっていなかった（独立法施行により対象となった）。
しかしながら、無免許運転や速度超過を行う悪質な運転者が本罪の適用を受けない事例が多発し、特に被害者感情との軋轢を生む例が少なくなかった。立法当時から、無免許運転等が本罪の構成要件に当たらないことについて、交通事故遺族やマスコミから批判の声があった。また、条文そのものが曖昧であることや、死亡事故などで立証が困難との理由で本罪の適用が見送られるケースも多く、本罪の適用が約2割にとどまっていることが、毎日新聞の報道で明らかになっている。
また、2011年4月に栃木県鹿沼市で児童6人が死亡したクレーン車事故では、運転者がてんかんの持病を隠して運転免許証を取得したにもかかわらず（運転免許に関する欠格条項問題も参照）、同法の適用条件外で適用が見送られた。これを受け、遺族らが持病隠しによる免許取得につき、危険運転罪の適用による厳罰化を求めて、約17万人の署名を法務大臣に提出した。法務大臣小川敏夫は、法改正を行うとこれまで過失犯で処理していたものが故意犯に近い量刑になるということもあり、いますぐ法改正を行うとは言えないと述べている。
さらに2012年4月に、京都府亀岡市で無免許運転の自動車が集団登校の列に突っ込み、生徒と保護者が死傷した事故でも、無免許運転・少年法の理由で適用が見送られており、今後の課題になっている。また、2015年6月に大阪・ミナミで飲酒運転によって3人を死傷させた運転者に対しても、「事故原因は飲酒運転ではなく、アクセルとブレーキの踏み間違えによるもの」との理由付けで、危険運転致死傷罪の適用が見送られているが、事故被害者の遺族からは、この判決への批判が強い。

### 処罰法
上記のような適用条件の難しさを受け、2013年に法務省は自動車運転過失致死傷罪と危険運転致死傷罪の中間罪を創設する法案を公表した。
これを受けて、2013年11月20日に「自動車の運転により人を死傷させる行為等の処罰に関する法律（自動車運転死傷行為処罰法）」が成立した。自動車運転死傷行為処罰法では、危険運転致死傷罪の適用対象が拡大されるとともに、「過失運転致死傷アルコール等影響発覚免脱罪」（最高刑・懲役12年）を新設し、逃げ得を防ぐ対策が行われている。さらに、無免許の場合は、罪を重くする規定も追加されている。
なお、自動車運転死傷行為処罰法の制定に伴い、刑法の関連規定が自動車運転死傷行為処罰法に移管されている。例えば刑法の自動車運転過失致死傷罪は、自動車運転死傷行為処罰法の過失運転致死傷罪に変更された。平成26年（2014年）4月18日の政令により、同年5月20日より施行、また同法の適用対象となる病気については、統合失調症、低血糖症、躁鬱病、再発性失神、重度の睡眠障害、意識や運動の障害を伴うてんかんの6種とすることが定められた。
2025年2月10日、自動車運転処罰法が規定する危険運転致死傷罪の要件見直しが法制審議会（法相の諮問機関）に諮問された。曖昧な速度と飲酒についての基準を新設するほか、タイヤを滑らせるドリフト走行の追加について検討される。法制審の議論を通じて結果がまとまり次第、法務省は改正法案を国会に提出する予定。

## 判例
福岡海の中道大橋飲酒運転事故
最高裁判所第三小法廷（寺田逸郎裁判長）は2011年10月31日、「アルコールの影響による前方不注意により危険を的確に把握して対処できない状態も危険運転にあたる」というはじめての判断を示し、被告人の上告を棄却した（最高裁判所平成21年(あ)第1060号危険運転致死傷，道路交通法違反被告事件）。
争点となっていた「アルコールの影響などにより正常な運転が困難」な場合に成立するとした危険運転致死傷罪の規定の解釈については、事故の状況を総合的に考慮すべきだとし、危険運転にあたるかどうかを柔軟に判断することを可能にした。
これによって、今までは適用基準の不明確さから消極的だった危険運転致死傷罪の適用が積極的におこなわれると予想されている。
脱法ハーブ使用後の事故
2012年6月9日、脱法ハーブを使用後軽乗用車に時速60キロで追突し3人に怪我を負わせる事故が発生。12月6日、危険運転致傷罪に問われた裁判で、京都地裁は求刑懲役2年6カ月に対し懲役1年10カ月の実刑判決を下した。脱法ハーブによる交通事故で、危険運転が認められたのは全国初とみられる
2014年に発生した池袋危険ドラッグ暴走事故で、東京地裁は、懲役8年の判決を言い渡した（その後、東京高裁で被告人からの控訴が棄却された）。
2021年に発生した大分市内の衝突事故
2021年2月9日、大分市内の県道を走行していた少年が運転する乗用車が、交差点で対向車線から右折しようとしていた乗用車に衝突。衝突された側の運転手が死亡した。当初、大分地方検察庁は、被告を過失致死罪で起訴していたが、制限時速60キロの区間で約194キロを出していたことを重く見て危険運転致死罪に訴因変更を行った。2024年11月28日、大分地方裁判所で開かれた裁判員裁判では、被告の運転を危険運転だったと認めて懲役8年（求刑懲役12年）の言い渡しが行われた。判決を受けて検察、被告双方が控訴した。

## 各国の危険運転処罰
日本国外にも危険運転を処罰する立法例がある。香港では危険駕駛罪（繁体字：危險駕駛罪、駕駛とは運転という意味。香港法例第374章道路交通條例第36條、第36A條、第37條。）、台湾では「重大違背義務致交通危險罪」（中華民国刑法185条の3）という罪が存在する。

## その他
- 未解決の死亡ひき逃げ事件では過失運転致死傷罪の公訴時効成立に限って危険運転致死傷罪適用となっている。

このため危険運転致死傷罪(現在：20年)も殺人と同じく公訴時効廃止を求める声が上がっている。
- 水上オートバイによる死傷事故には適用できないため業務上過失致死傷罪の適用にとどまっている。